# Reling

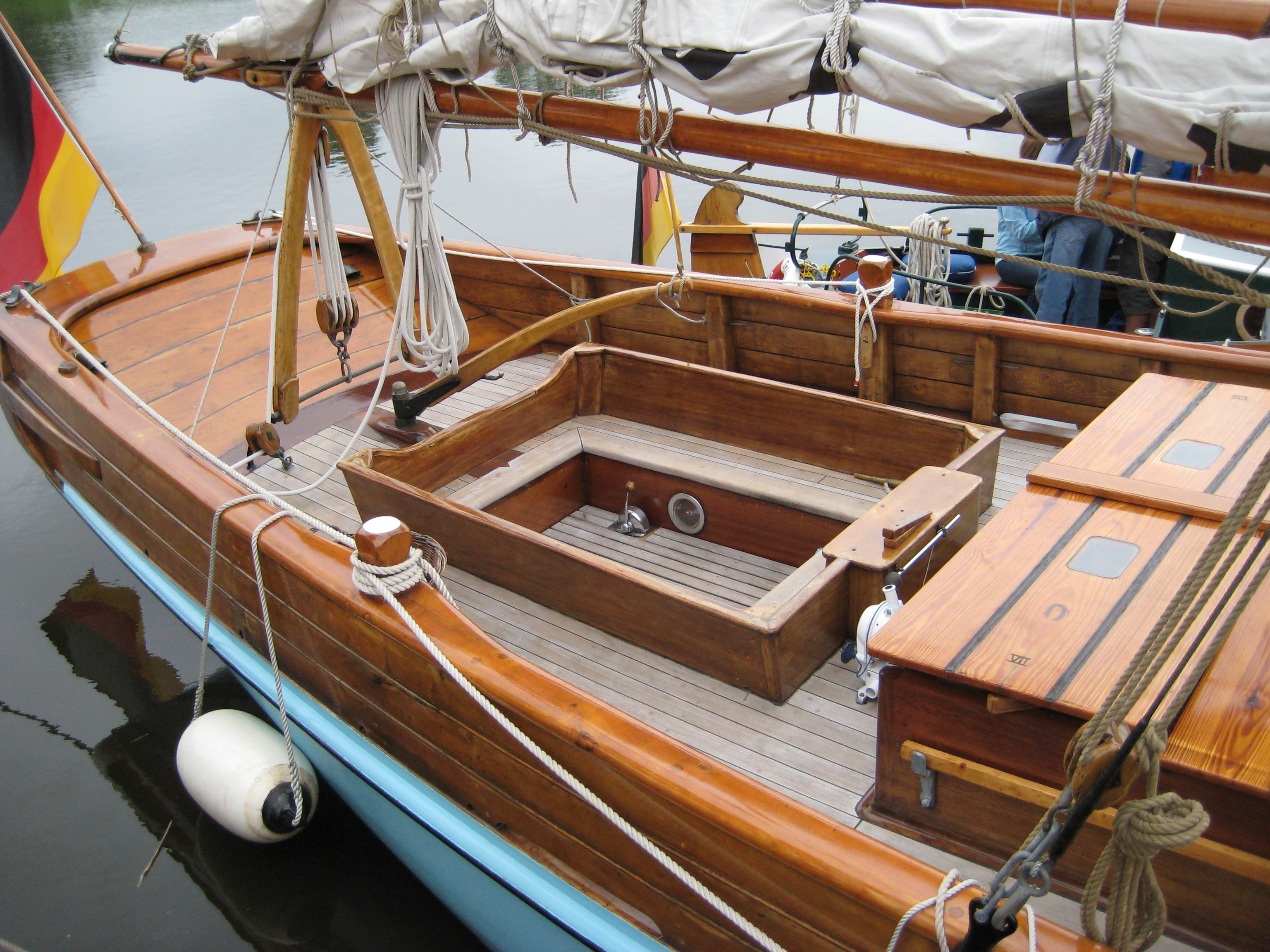
Reling på en träbåt.

Reling är översta delen av ett fartygs brädgång, alternativt, om sådan inte finns, den del av ett fartygs sidor som är beläget ovanför översta däck.